# Влатко Илијевски
Влатко Илијевски (мкд. Влатко Илиевски; Скопље, 2. јул 1985 — Скопље, 6. јул 2018) био је македонски певач поп и рок музике. Представљао је Македонију на Песми Евровизије 2011. године у Диселдорфу, са нумером Русинка. Пре соло каријере, био је члан бенда Морал.

## Младост
Илијевски је рођен 2. јуна 1985. године у Скопљу. Када је имао 12 година свирао је гитару у локалном скопском бенду. Године 2000. учествовао је на македонском рок фестивалу са бендом Made in Macedonia и освојио две награде.
На Факулету драмских уметности у Скопљу дипломирао је 2010. године са драмом Бес Стивена Кинга.

## Каријера

### Бенд Морал
Године 2000. Илијевски је позван да се прикључи рок бенду Морал. Од 2001. године снимио је неколико песама, а 2003. цео албум Кога патувам, на коме су се нашле песме "Панично те сакам", "Скопје", "Ти си", "Ова е Македонија", и "А ти ме убиваш". Бенд Морал био је предгрупа групи Дип перпл, 2005. године у Скопљу.

### Соло каријера
Илијевски је започео своју соло каријеру 2007. године. Његове познате песме су: "Небо" (први пут изведена на Охридском фестивалу), "Уште си ми ти", "Со Други Зборови", Не те можам", "Така требало да биде", "Се што сакав после тебе", "Сите ми се криви", "Гушни ме", "Скитник", "Најбогат на свет", "Пак на старо", "За љубов се пее до крај", "Есен", "Работнички шампионе" и песма "Среќа" са којом је на Скопље фестивалу 2010. године освојио другу награду.
Први соло концерт одржао је 5. јуна 2010. године у спортском центру Борис Трајковски у Скопљу. Концерту је присуствовало око 10.000 људи, а заједно са Илијевским на бини су били и чланови бенда Морал и певачица Тамара Тодевска. На концерту је подржан од стране локалних бендова Швалери и бенд ДЗХМС, чији гитариста био је Иван Иванов, син Ђорге Иванова председника Републике Македоније.
Био је кандидат на македонском избору за песму Евровизије 2010. када је заузето друго место и кандидат за Песму Евровизије 2015. године када је заузео последње, 14 место, без освојених поена.
На Песми Евровизије 2011. за Републику Македонију учествовао је са нумером Русинка, са којом је освојио 16 место.
Први студијски албум Со Други Зборови издао је 2009. године, а на њему се нашло 10 песама: Со други зборови, И премногу добро, Сите ми се криви, Така требало да биде, Уште си ми ти, Не те можам, Гушни ме, Од утре не, Небо и песма Скитник.
Други и последњи албум Најбогат на свет издао је 2010. године, а на њему су се нашле песме Среќа, Пред да те знам, И ти и јас, Се што сакав по тебе, Пак на старо, Најбогат на свет, Есен, За љубов се пее до крај, Не плачи, извини и песма Небо.

## Улоге
| Год.       | Назив             | Улога |
| ---------- | ----------------- | ----- |
| 2010.-те   |                   |       |
| 2010-2011. | Од данас за сутра | Бојан |
| 2016.      | Златних пет       | Тони  |
| 2017.      | Преспав           | гост  |

## Смрт
Илијевски је пронађен мртав по анонимној дојави у вечерњим сатима, 6. јула 2018. године у свом ауту у Скопљу. Узрок смрти је мешање лекова.